# José González (Fußballspieler, 1939)
José Eugenio González Pardo (* 7. September 1939 in Santiago de Chile) ist ein ehemaliger chilenischer Fußballspieler. Der linke Außenverteidiger absolvierte neun Länderspiele für Chiles Nationalmannschaft und wurde auf Vereinsebene zweimal chilenischer Meister.

## Karriere

### Verein
José González, auch unter dem Namen Pelao bekannt,  war schon mit sechs Jahren im Stadion des CSD Colo-Colo und wurde 1952 Mitglied beim Klub. 1960 schaffte der Linksverteidiger den Sprung aus der Jugend in die Profimannschaft und gewann die Meisterschaft, auch wenn Pelao nur auf drei Ligaeinsätze kam. Bei seiner zweiten Meisterschaft 1963 absolvierte der Defensivspieler 26 Partien, erzielte zudem zwei Tore. Die Albos blieben auch sein einziger Klub der Profikarriere von González, die er 1969 beendete.

### Nationalmannschaft
José González kam in neun Länderspielen zwischen 1963 und 1966 für Chile zum Einsatz. Im Juli 1963 debütierte der Verteidiger bei der Copa Juan Pinto Durán gegen Uruguay. Das letzte Spiel im Nationaltrikot absolvierte Pelao González im April 1966 bei der Copa O’Higgins gegen Brasilien. In der Qualifikation zur Weltmeisterschaft 1966 konnte er im Entscheidungsspiel in Lima Ecuadors gefährlichen Stürmer Washington Muñoz in Schach halten und La Roja mit dem 2:1-Sieg zur Endrunde 1966 führen. Für das Turnier in England wurde er, ebenso wie Carlos Contreras, von Trainer Luis Álamos aus disziplinarischen Gründen nicht mitgenommen.

## Erfolge
Colo-Colo
- Primera División: 1960, 1963